# Nowouljanowsk
Nowouljanowsk (russisch Новоульяновск) ist eine Stadt in der Oblast Uljanowsk (Russland) mit 16.033 Einwohnern (Stand 14. Oktober 2010).

## Geografie
Die Stadt liegt am Ostrand der Wolgaplatte, etwa 20 km südlich der Oblasthauptstadt Uljanowsk am rechten, steilen Ufer der zum Kuibyschewer Stausee aufgestauten Wolga.
Nowouljanowsk ist der Oblast administrativ direkt unterstellt.
Die Stadt liegt unweit der Eisenbahnstrecke Uljanowsk–Sysran–Saratow (Station Bely Kljutsch, 7 km entfernt).

## Geschichte
Nowouljanowsk entstand ab 1957 im Zusammenhang mit der Errichtung des Nowouljanowsker Zementwerkes, eines der größten im europäischen Teil der damaligen Sowjetunion. Bereits am 21. Juni 1961 erhielt der Ort den Status einer Siedlung städtischen Typs und am 11. Mai 1967 das Stadtrecht.
Der Name bedeutet im Russischen Neu-Uljanowsk, bezogen auf die nahe Oblasthauptstadt.

### Bevölkerungsentwicklung
| Jahr | Einwohner |
| ---- | --------- |
| 1959 | 1.800     |
| 1970 | 11.312    |
| 1979 | 15.095    |
| 1989 | 16.757    |
| 2002 | 17.595    |
| 2010 | 16.033    |

Anmerkung: Volkszählungsdaten (1959 gerundet)

## Wirtschaft
Stadtbildendes Unternehmen ist das Zementwerk Uljanowskzement, welches neben Zement auch andere Baumaterialien herstellt (Dachplatten, Betonfertigteile). Die benötigten Rohstoffe werden in der Umgebung gefördert.